# Ben McLemore
Ben Edward McLemore III (Saint Louis, Misuri, 11 de febrero de 1993) es un jugador de baloncesto estadounidense que se encuentra sin equipo. Con 1,91 metros de altura, juega en la posición de escolta.
Desde julio de 2025 cumple condena de 8 años por violación.

## Trayectoria deportiva

### Instituto
McLemore jugó al baloncesto en la escuela secundaria Wellston High School en St. Louis, Missouri, durante tres años antes de que la misma cerrara en 2010. 
En este periodo fue considerado un recluta de cuatro estrellas por Rivals.com, McLemore fue clasificado como el No. 9 escolta y el No. 34 jugador en la nación en 2011.

### Universidad
Tras dejar el instituto, fue declarado no elegible para jugar en la NCAA, debido a haber pasado por varios colegios diferentes durante su etapa escolar, hecho por el cual no se le permitió jugar en su primer año. Cumplido el castigo,
jugó durante una única temporada con los Jayhawks de la Universidad de Kansas, en la que promedió 15,9 puntos, 5,2 rebotes y 2,0 asistencias por partido. Fue elegido finalista al prestigioso John Wooden Award, incluido en el mejor quinteto de la Big-12 Conference y también en el segundo equipo consensuado All-America.

#### Estadísticas
| Año     | Equipo | PJ | PT | MPP  | %TC  | %3P  | %TL  | RPP | APP | ROB | TPP | PPP  |
| ------- | ------ | -- | -- | ---- | ---- | ---- | ---- | --- | --- | --- | --- | ---- |
| 2012–13 | Kansas | 37 | 36 | 32.2 | .495 | .420 | .870 | 5.2 | 2.0 | 1.0 | .7  | 15.9 |

### Profesional

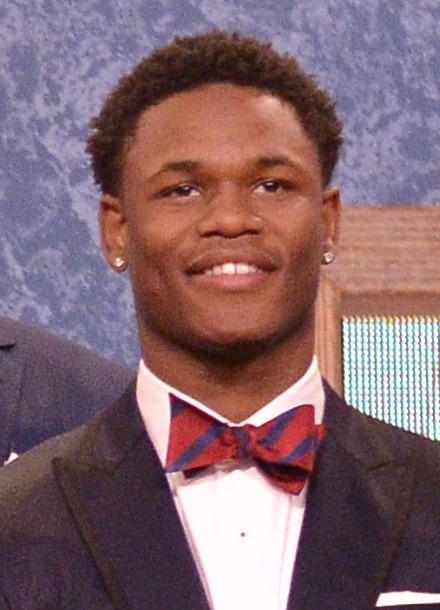
McLemore en el Draft de la NBA de 2013.

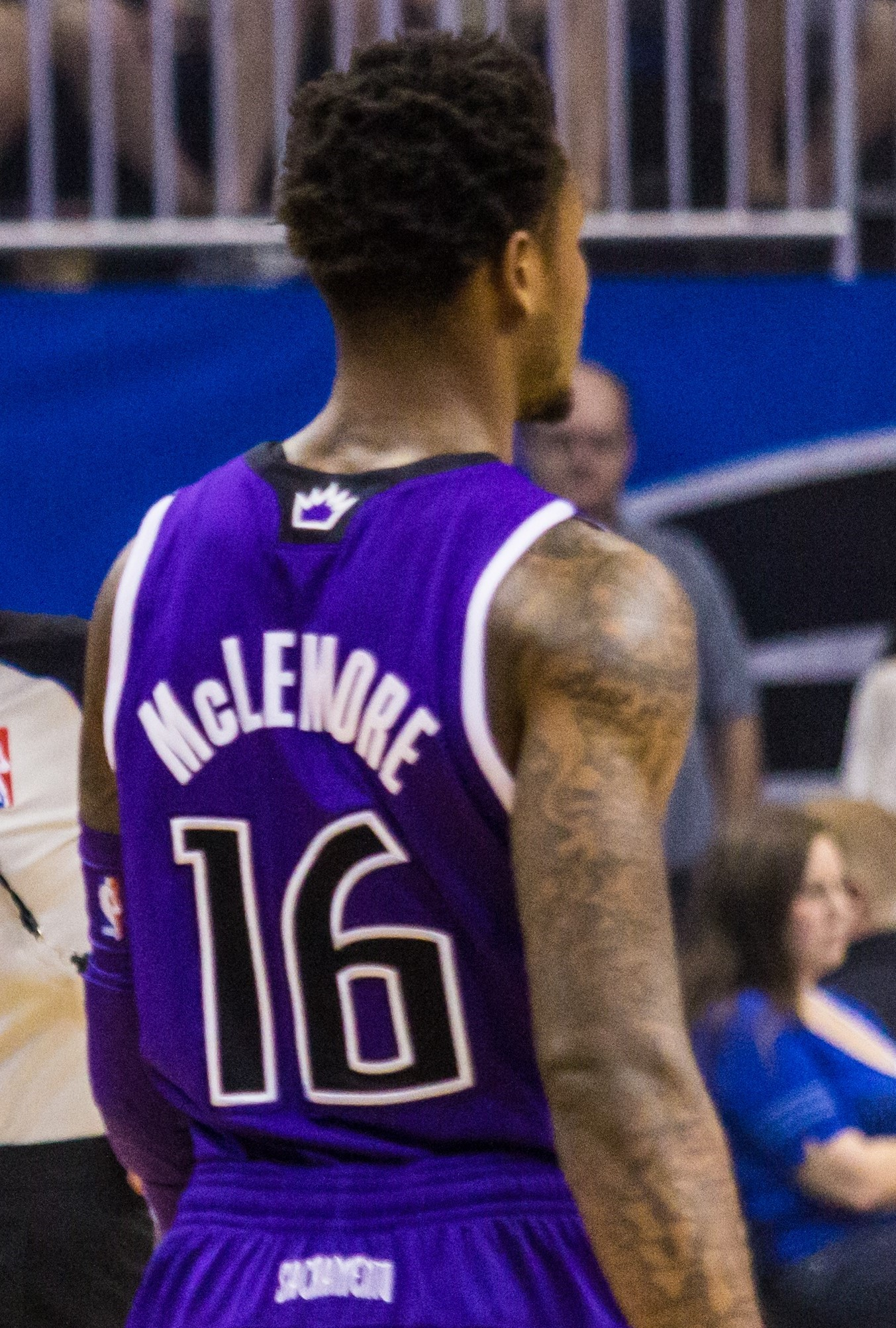
McLemore con Sacramento en 2013, su primera temporada.

Fue elegido en la séptima posición del Draft de la NBA de 2013 por Sacramento Kings, debutando ante Denver Nuggets el 30 de octubre, en un partido en el que anotó cuatro puntos.
Tras cuatro temporadas en Sacramento, el 7 de julio de 2017, McLemore firma un contrato con Memphis Grizzlies. Tras lesionarse, el 2 de noviembre de 2017, es asignado a los Memphis Hustle de la NBA G League.
El 17 de julio de 2018, fue traspasado, junto a Deyonta Davis, una segunda ronda del draft de 2021, de nuevo a Sacramento Kings, a cambio de Garrett Temple.
El 23 de julio de 2019, firma un contrato de dos años con Houston Rockets.
Después de año y medio en Houston, el 3 de abril de 2021, es cortado por los Rockets. Tres días después, el 6 de abril, firma por Los Angeles Lakers hasta final de temporada.
El 3 de agosto de 2021, firma como agente libre con Portland Trail Blazers.
El 31 de enero de 2023, firma con los Shandong Hi-Speed Kirin de la Chinese Basketball Association (CBA).
El 6 de agosto de 2023, firma con el AEK Atenas de la A1 Ethniki griega y la Basketball Champions League. Con el conjunto heleno promedió en 9,7 puntos en la liga griega y 9,2 puntos en Basketball Champions League con una media de 19 minutos jugados en ambas competiciones.
El 22 de diciembre de 2023, firma por el Club Baloncesto Breogán de la Liga Endesa.
El 22 de agosto de 2024 firma por el Merkezefendi Belediyesi Denizli Basket de la BSL de Turquía.

## Estadísticas de su carrera en la NBA

### Temporada regular
| Año     | Equipo      | PJ  | PT  | MPP  | %TC  | %3P  | %TL  | RPP | APP | ROB | TPP | PPP  |
| ------- | ----------- | --- | --- | ---- | ---- | ---- | ---- | --- | --- | --- | --- | ---- |
| 2013-14 | Sacramento  | 82  | 55  | 26.7 | .376 | .320 | .804 | 2.9 | 1.0 | .5  | .2  | 8.8  |
| 2014-15 | Sacramento  | 82  | 82  | 32.6 | .437 | .358 | .813 | 2.9 | 1.7 | .9  | .2  | 12.1 |
| 2015-16 | Sacramento  | 68  | 53  | 32.6 | .429 | .362 | .718 | 2.2 | 1.2 | .8  | .1  | 7.8  |
| 2016-17 | Sacramento  | 61  | 26  | 19.3 | .430 | .382 | .753 | 2.1 | .8  | .5  | .1  | 8.1  |
| 2017-18 | Memphis     | 56  | 17  | 19.5 | .421 | .346 | .828 | 2.5 | .9  | .7  | .3  | 7.5  |
| 2018-19 | Sacramento  | 19  | 0   | 8.3  | .391 | .415 | .667 | .9  | .2  | .3  | .2  | 3.9  |
| 2019-20 | Houston     | 71  | 23  | 22.8 | .444 | .400 | .746 | 2.2 | .8  | .6  | .2  | 10.1 |
| 2020-21 | Houston     | 32  | 4   | 16.8 | .357 | .331 | .719 | 2.1 | .9  | .6  | .1  | 7.4  |
| 2020-21 | L.A. Lakers | 21  | 1   | 17.5 | .390 | .368 | .762 | 1.6 | .5  | .1  | .3  | 8.0  |
| 2021-22 | Portland    | 64  | 6   | 20.1 | .401 | .362 | .818 | 1.6 | .9  | .6  | .2  | 10.2 |
| total   | total       | 556 | 267 | 22.5 | .414 | .363 | .780 | 2.3 | 1.0 | .6  | .2  | 9.0  |

### Playoffs
| Año   | Equipo      | PJ | PT | MPP  | %TC  | %3P  | %TL | RPP | APP | ROB | TPP | PPP |
| ----- | ----------- | -- | -- | ---- | ---- | ---- | --- | --- | --- | --- | --- | --- |
| 2020  | Houston     | 11 | 0  | 11.8 | .375 | .389 | —   | 1.0 | .5  | .4  | .0  | 4.0 |
| 2021  | L.A. Lakers | 4  | 0  | 9.0  | .222 | .333 | —   | 1.8 | .3  | .3  | .0  | 1.5 |
| Total | Total       | 15 | 0  | 11.1 | .347 | .381 | —   | 1.2 | .5  | .3  | .0  | 3.3 |

## Vida personal
El 4 de julio de 2015 la avenida Wellston Avenue de Wellston (St. Louis), donde creció, fue renombrada como Ben McLemore III Place.
Ben estuvo casado. En marzo de 2017 nació su primer hijo, Teagan.
En marzo de 2024 estuvo involucrado en un incidente de circulación habiendo consumido alcohol, en Lugo (España).

### Condena por violación
El 9 de abril de 2024, fue detenido por la oficina del sheriff del condado de Clackamas (Oregón) acusado de violación en primer grado, penetración sexual ilegal en primer grado y dos cargos de abuso sexual en segundo grado. El 3 de julio de 2025, tras un juicio de 16 días, fue declarado culpable por un jurado de tres de los cuatro cargos que se le imputaban, incluido el de violación en primer grado. El 9 de julio de 2025 fue condenado a más de 8 años en la prisión estatal de Oregón.
Los hechos ocurrieron en 2021 en Lake Oswego (Oregón), durante una fiesta privada en una casa, cuando Ben violó a una mujer de 21 años que se encontraba bajo los efectos del alcohol.